# سکر
سکر (به اردو: سکھر) شهری در ایالت استان سند کشور پاکستان است که در سرشماری سال ۲۰۰۶ میلادی، ۴۳۰٫۰۲۵ نفر جمعیت داشته است.